# Émouture

Détail d'un couteau : émouture (partie de la lame entre 20. et 18.)

En coutellerie, l'émouture est la partie de la lame qui s'amincit et débouche sur le fil du couteau. Il s'agit donc de l'ensemble de la partie tranchante du couteau et pas seulement du fil.   

## Étymologie
Émouture vient du verbe émoudre, du latin exmolere, qui signifie aiguiser sur une meule. 

## Intérêts
L'émouture est la zone affinée de la lame qui permet de trancher. En général, plus la lame est mince, plus elle est tranchante. À l'inverse, un couteau qui serait fait d'une plaque d'acier de 4 mm d'épaisseur avec seulement un fil tranchant serait très difficile d'usage, car il faudrait utiliser pour trancher une force de levier importante plutôt qu'un mouvement de coupe. C'est pourquoi l'émouture  (denommé grind en anglais) du couteau est nécessaire.    

## Formes
Il existe différents types d'émouture, l'émouture plate en V, la concave, la convexe, l'émouture ciseau.

## Choix
Lorsqu'une lame est fine, elle est également plus fragile. C'est pourquoi le choix de l'émouture dépend de l'utilisation du couteau et du type d'acier de la lame. Le choix prend aussi en compte la capacité de coupe, des efforts mécaniques subis par la lame, l'outillage disponible et la maîtrise de la technique.

### Émouture et acier
Un couteau très mince coupe de façon remarquable si l'acier avec lequel il est fabriqué est aussi très dur. À l'inverse, un couteau utilisé pour des applications rudes, doit être constitué d'un acier pas trop dur pour rester flexible et ne pas se briser au premier choc. 
L'équilibre entre dureté de l'acier et minceur de la lame est donc primordial pour que le couteau opère de façon optimale.